# Boniface VI de Castellane
Pour les articles homonymes, voir Boniface de Castellane et Castellane (homonymie).
Boniface VI de Castellane était un troubadour et seigneur provençal du XIIIe siècle. Il fut l'un des derniers seigneurs indépendants de Provence avant le règne de Charles d'Anjou. 

## Biographie
Mentionné pour la première fois en 1244, il succède à son père comme baron de Castellane le 13 juin 1249. 
En 1248, Boniface et le comte Barral des Baux mènent une rébellion contre Charles d'Anjou, parti pour la septième croisade. Charles réprime le soulèvement à son retour en 1250. La carrière politique mouvementée de Boniface peut être retracée à travers ses trois sirventès survivants, des œuvres poétiques lyriques sur des thèmes politiques en langue occitane, chacune écrite à différents moments de son conflit avec Charles d'Anjou. Dans la seconde moitié de 1252, il écrit Era, pueis yverns es e'l fil (Maintenant, puisque c'est l'hiver et que les ruisseaux), une attaque contre l'Église (un soutien de Charles), Henri III d'Angleterre (parent de Charles par alliance) et même Jacques Ier d'Aragon (coupable de n'avoir pas vengé la mort de son père Pierre II d'Aragon à Muret).
Le pacte entre Charles et plusieurs villes du Piémont en 1260 inspire un autre poème satirique dans le style de Bertran de Born, Guerra e trebailh e brega'm plaz (La guerre, les efforts et le tumulte me plaisent). Au début de 1262, Boniface mène une nouvelle révolte contre Charles d'Anjou dans la ville de Marseille. Cette fois, Barral des Baux reste fidèle à Charles, mais son cousin Hugues des Baux se joint à Boniface. En représailles, Charles détruit Castellane et force Boniface à l'exil. Celui-ci s'enfuit à la cour du roi Jacques Ier d'Aragon à Montpellier. Il y écrit Si tot no m'es fort gaya la sazos (Bien que la saison ne soit pas très gaie), identique en métrique et en rimes à Humils e francs e fis soplei ves vos de Pons de Chapteuil. De Montpellier, il se rend en Espagne. En février 1265, il est à Huesca, à la cour du prince Pierre III d'Aragon, organisant une alliance contre Charles. Il est à Valence en juillet, mais il disparaît des sources après cette date et meurt probablement peu de temps après.